# Puurosaari (ö i Norra Savolax)
Puurosaari är en ö i Finland. Den ligger i sjön Konnevesi och i kommunen Rautalampi i den ekonomiska regionen  Inre Savolax ekonomiska region  och landskapet Norra Savolax, i den centrala delen av landet, 290 km norr om huvudstaden Helsingfors. Öns area är 5,8 hektar och dess största längd är 0,5 kilometer i sydöst-nordvästlig riktning.